# Фарнуорт, Антония
Антония «Тони» Фарнуорт (англ. Antonia "Toni" Farnworth; в девичестве Эдмондсон (англ. Edmondson); род. 10 мая 1987 года, Крайстчерч, регион Кентербери, Новая Зеландия) — новозеландская профессиональная баскетболистка, которая выступала в женской национальной баскетбольной лиге (ЖНБЛ). Играла на позиции атакующего защитника.
В составе национальной сборной Новой Зеландии завоевала серебряные медали чемпионатов Океании 2007, 2009, 2011 и 2013 годов в Австралии и Новой Зеландии, а также стала бронзовым призёром Игр Содружества 2018 года в Голд-Косте, кроме этого принимала участие на чемпионатах Азии 2017 и 2019 годов в Индии.

## Ранние годы
Антония Фарнуорт родилась 10 мая 1987 года в городе Крайстчерч (регион Кентербери), а училась там же в средней школе для девочек, в которой выступала за местную баскетбольную команду.